# Kiwisaldula
Kiwisaldula is een geslacht van wantsen uit de familie van de Saldidae (Oeverwantsen). Het geslacht werd voor het eerst wetenschappelijk beschreven door Larivière & Larochelle in 2016.

## Soorten
Het genus bevat de volgende soorten:

- Kiwisaldula butleri (White, 1878)
- Kiwisaldula cranshawi Larivière & Larochelle, 2018
- Kiwisaldula hurunui Larivière & Larochelle, 2017
- Kiwisaldula januszkiewiczi Larivière & Larochelle, 2018
- Kiwisaldula laelaps (White, 1878)
- Kiwisaldula manawatawhi Larivière & Larochelle, 2016
- Kiwisaldula parvula (Cobben, 1961)
- Kiwisaldula porangahau Larivière & Larochelle, 2016
- Kiwisaldula ryani Larivière & Larochelle, 2018
- Kiwisaldula stoneri (Drake & Hoberlandt, 1950)
- Kiwisaldula waiho Larivière & Larochelle, 2017
- Kiwisaldula yangae Larivière & Larochelle, 2018